# Wolf von Zworowsky
Wolf von Zworowsky (* 18. Februar 1924 in Kassel; † 14. Mai 2015) war ein deutscher Politiker (CDU, DP) und Abgeordneter des Hessischen Landtags.

## Ausbildung und Beruf
Nach dem Abitur im Jahr 1942 wurde er in der letzten Phase des Zweiten Weltkriegs Flugzeugführer und Beobachter im fliegerischen Fronteinsatz. Nach der Rückkehr aus der Kriegsgefangenschaft studierte er Pädagogik und bestand die Lehramtsprüfung im Jahr 1949, die Staatsprüfung im Jahr 1953. Danach unterrichtete er als Lehrer an Realschulen und Gymnasien.
Zworowsky war verheiratet und hatte drei Kinder.

## Politik

### CDU und Landtagsmandat
Seine politische Karriere begann 1948, als er der CDU und der Jungen Union beitrat. In der Jugendorganisation der CDU war er bis 1962 in verschiedenen Vorstandsgremien aktiv. Auch in der CDU hatte er verschiedene Vorstandsämter inne. Unter anderem war er Mitglied des Landesvorstandes.
Von 1958 bis zum 23. Februar 1979 war er Mitglied des Hessischen Landtages und übte dort in der 8. Legislaturperiode von 1974 bis 1978 auch das Amt des Landtagsvizepräsidenten aus. Parallel dazu saß er von 1960 bis 1964 als Stadtverordneter im Kasseler Rathaus.
1964 war er Mitglied der 4. Bundesversammlung, 1974 Mitglied der 6. Bundesversammlung.

### Deutsche Partei
Von Zworowsky war maßgeblich an der Wiedergründung der Deutschen Partei im Mai 1993 beteiligt und bis 1994 war er auch deren Bundesvorsitzender, bevor er aus Altersgründen vom Parteivorsitz zurücktrat.

## Auszeichnungen
1973 wurde Wolf von Zworowsky mit dem Verdienstkreuz am Bande der Bundesrepublik Deutschland, 1978 mit dem Verdienstkreuz 1. Klasse geehrt.